# Graafschap Saint-Pol
Het graafschap Saint-Pol, soms ook bekend als graafschap Ternaas (Frans: Ternois), was gesitueerd rond de stad Saint-Pol-sur-Ternoise; niet te verwarren met Saint-Pol-sur-Mer.  Het graafschap was gelegen op de grens van Artesië en Picardië. Het is genoemd naar het riviertje Ternaas (Frans: Ternoise) in dezelfde streek. Dit riviertje werd reeds in het Oudnederlands Ternaas of Ternas genoemd en hiervan is de huidige verfranste naam is afgeleid. 

## Geschiedenis
Het oorspronkelijke Ternaasland (Frans: Ternois) was een gouw met als hoofdstad Terwaan die deel uitmaakte van de pagus Flandrensis (graafschap Vlaanderen), samen met de graafschappen van Brugge, Waas, Gent, de Mepsegouw, het Boonse en graafschap Artesië. De Latijnse naam was pagus Taruanensis, Taroanensis, Tervanensis of Land van Terwaan.
Vanaf het begin van de 11e eeuw komt het zuidoostelijke deel van het land van Ternaas, het graafschap Saint-Pol rond Saint-Pol-sur-Ternoise  in handen van de familie Campdavaine (tot op het einde van de 12e eeuw), nadien ging het graafschap over op het huis Châtillon en het huis Luxemburg. De graaf van Saint-Pol werd ook af en toe aangeduid als de graaf van Ternaas (Ternaasland in engere zin). De voornaamste steden in dit gebied zijn Hesdin en Montreuil. Het gebied hing lange tijd af van de graven van Vlaanderen.
De bekendste graaf was Lodewijk van Saint-Pol, (le connétable de Saint-Pol).  Hij werd door Karel de Stoute uitgeleverd aan koning Lodewijk XI van Frankrijk, die hem in 1475 liet onthoofden voor hoogverraad.  Keizer Karel V liet de stad vernielen in 1537.  
Het gebied kwam bij Frankrijk in 1659 door het Verdrag van de Pyreneeën.